# Pëtr Petrovič Schmidt
Pëtr Petrovič Schmidt, in russo Пётр Петрович Шмидт?, Šmidt, noto come tenente Schmidt, in russo лейтенант Шмидт? (Odessa, 5 febbraio 1867 [17 febbraio del calendario giuliano] – Berezan, 6 marzo 1906 [19 marzo del calendario giuliano]), è stato un militare, comandante marittimo e rivoluzionario russo, tra i principali esponenti della rivolta di Sebastopoli durante la Rivoluzione russa del 1905.

## Biografia

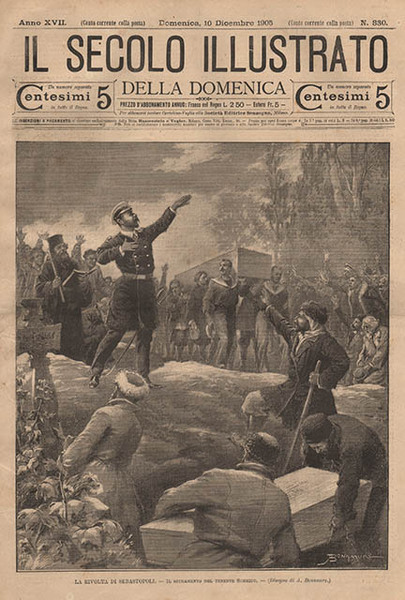
La rivolta di Sebastopoli - Il giuramento del tenente Schmidt
Il Secolo Illustrato della Domenica
10 dicembre 1905
dis. di Antonio Bonamore (1845-1907)

Nato ad Odessa era figlio del contrammiraglio Pëtr Petrovič, reduce dell'assedio di Sebastopoli del 1854-55, ed Ekaterina Jakovlevna Schmidt (nata von Wagner), di origine tedesca. Schmidt trascorse la sua giovinezza a Berdjans'k, dove suo padre era governatore della città (gradonačalnik) e capo del porto della città. Nel 1883 Schmidt Jr entrò nel Corpo degli Ufficiali della Marina a San Pietroburgo e dopo il diploma si arruolò nella Flotta Imperiale russa. Si congedò nel 1888 e sposò Dominika Gavrilovna Pavlova. Dopo la nascita di suo figlio Evgenij nel 1889, la famiglia si trasferì a Taganrog, dove Alexander Nentzel, direttore della banca commerciale Azov-Don gli aveva offerto un posto di contabile. Nel 1893 Schmidt lasciò Taganrog e si arruolò nuovamente nella Marina Imperiale russa.
Il 1º ottobre 1905 Schmidt, che era tenente di vascello del cacciatorpediniere 253, tenne un discorso durante un incontro a Sebastopoli, esortando i cittadini a difendere i propri diritti e chiedendo alle autorità di liberare i prigionieri politici. I partecipanti all'incontro si diressero poi verso la prigione della città, dove furono falciati dal fuoco delle mitragliatrici. Nei giorni successivi, Schmidt tenne un discorso alla sessione straordinaria del Consiglio comunale di Sebastopoli e al cimitero durante la cerimonia funebre. Successivamente venne arrestato. Trasportato sulla corazzata Tri Sviatitelia, le autorità furono costrette a rilasciarlo a causa delle proteste che erano scoppiate in città. Il 7 novembre successivo Schmidt si congedò con il grado di capitano (капитан 2 ранга).
Il 26 novembre 1905 scoppiò un ammutinamento sull'incrociatore Očakov e i suoi ufficiali furono espulsi dalla nave. Il tenente di vascello Schmidt, pur non essendo un membro del POSDR, fu invitato a prendere il comando di una flottiglia di navi ammutinate, tra cui il posamine Griden, la cannoniera Usuriets, i cacciatorpediniere Zavetniy, Zorkiy, Svirepiy, 265, 268, 270, la nave scuola Dnestr e il portamine Bug. Lo stesso giorno, i Soviet dei deputati dei marinai e dei soldati decisero di iniziare un ammutinamento in tutta la flotta del Mar Nero e nominare Schmidt comandante della flotta. Il 28 novembre Schmidt salì a bordo dell'incrociatore Očakov, dove fu issata la bandiera rossa e il segnale Comandante della flotta. Allo squadrone ribelle si unì anche la corazzata Panteleimon. Schmidt inviò quindi un telegramma allo zar Nicola II:
Il comandante delle forze imperiali russe, il generale Alexander Meller-Zakomelsky, intimò un ultimatum chiedendo la capitolazione immediata, ma non ci fu risposta. Tre ore dopo l'ultimatum, le forze governative aprirono il fuoco contro le navi e le caserme degli ammutinati. In 90 minuti, lo squadrone rivoluzionario fu sconfitto dalle navi governative guidate dalla corazzata Rostislav. Schmidt e suo figlio di 16 anni furono catturati e, assieme a tutti i sopravvissuti, furono arrestati. Il giorno successivo le forze governative, sostenute dall'artiglieria, presero la caserma dei ribelli.
Nel febbraio 1906, Schmidt e altri capi della rivolta furono processati a porte chiuse in una piccola fortezza nell'isola di Tendra e condannati a morte. Fu fucilato il 19 marzo 1906 sull'isola di Berezan' dall'equipaggio della cannoniera Terets. Nel 1922, Mikhail Stavraki, comandante del plotone di esecuzione, fu individuato dalla Čeka a Batumi e trovato in possesso di cinque passaporti falsi con nomi diversi e vecchie banconote. Il processo a Stavraki, peraltro compagno di classe di Schmidt al Corpo della Marina di San Pietroburgo, si tenne il 1 aprile 1923 a Sebastopoli, quando ancora la maggior parte dei testimoni e dei partecipanti agli eventi erano ancora vivi. Tre giorni dopo il consiglio militare della Corte suprema dell'URSS condannò a morte Stavraki mediante fucilazione.